# Haşımxanlı
Haşımxanlı (ryska: Гашимханлы) är en ort i Azerbajdzjan.   Den ligger i distriktet Sabirabad Rayonu, i den sydöstra delen av landet, 110 km väster om huvudstaden Baku. Antalet invånare är 2 200.
Terrängen runt Haşımxanlı är mycket platt. Närmaste större samhälle är Sabirabad, 17,4 km väster om Haşımxanlı.
Trakten runt Haşımxanlı består till största delen av jordbruksmark. Runt Haşımxanlı är det ganska tätbefolkat, med 80 invånare per kvadratkilometer.